# クボブリュ
久保 隆（くぼ ゆたか、1963年12月8日 - ）は、日本のバンド・有頂天のベーシスト（3代目）。音楽ディレクター。北海道中川郡中川町出身、千葉県育ち。血液型はA型。クボブリュ と呼ばれている。

## 人物・来歴
千葉県立長生高等学校（1982年卒業）、東洋大学法学部出身。
日本のニューウェイヴバンド有頂天のリーダー。メンバーでギター担当のCOU(河野裕一）と、元メンバーでギター担当のハッカイ(渡邉博海）とは高校の同級生。先にオーディションで有頂天にベース担当として加入したクボブリュがのちに2人を誘った経緯がある。
鈴木慶一がプロデュースした岩田麻里のサポートメンバーなども務めたが、1991年9月に有頂天が一旦解散後すぐに日本クラウンに就職。有頂天と同じ事務所にたま（個人レ－ベル・アクシックを日本クラウン内に設立）がいた縁で入社。
オルタナティヴ・ロック系のバンド、ロリータ18号、Psycho le Cemu、ナイトメア、冨永みーな、南こうせつ、イルカ、水田達巳、純烈（2015年の「星降る夜のサンバ」以降）、川上大輔、中澤卓也、西田あい、津吹みゆなどをディレクターとして担当。2014年の有頂天再結成にともない、バンド活動を再開した。

## 作曲
- G∩N（有頂天アルバム「GAN」#6 キャプテンレコード）[14]
- 最悪の接触[ワースト･コンタクト] （有頂天アルバム「カラフルメリィが降った街」#4 東芝EMI）[15]
- でっかち（有頂天アルバム「でっかち」#5 東芝EMI）[16]